# Centrale Herdersbrug
Centrale Herdersbrug is een stoom- en gascentrale van Electrabel in de industriezone Herdersbrug in Brugge. De elektriciteitscentrale is operationeel sinds 1998. Ze kan 460 MW elektriciteit leveren en wordt gekoeld door een luchtcondensor (koelwater noch koeltoren).

## Geschiedenis
Met de Centrale Ringvaart was Herdersbrug deel van de tweede generatie STEG's in België. Electrabel baatte de Brugse eenheid uit in het kader van de coördinatie met SPE binnen de CPTE. Vanaf 2003 was Herdersbrug exclusief eigendom van Electrabel.
In 2013 kondigde Electrabel aan dat Herdersbrug tegen juli 2014 zou worden omgebouwd tot een piekeenheid van 300 MW. De STEG werd op te veel momenten door andere technologieën uit de markt geprijsd om nog rendabel te kunnen functioneren. De (omkeerbare) transformatie hield in dat de stoomturbine werd uitgeschakeld, waardoor het energetisch rendement van het geheel terugliep van 55% naar 34%. Er werd uitgegaan van een scenario waarbij de piekcentrale jaarlijks 200 keer zou opstarten en 500 draaiuren maken. Het personeelsbestand ter plaatse werd herleid van een 30-tal naar twee of drie.
Vanaf 1 oktober 2015 werkte Herdersbrug weer als STEG.

## Beschrijving
Herdersbrug is gebouwd als een flexibele multi-shaft STEG met 460 MW elektrisch vermogen, gewonnen uit een warmtevermogen van 920 MWth. Het rendement van de gecombineerde cyclus bedraagt 51% in vollast en kan bij deellast afnemen tot 46%. De uitrusting bestaat uit drie Siemens turbines met elk een eigen alternator: twee V94.2-gasturbines van 150 MW en een stoomturbine van 160 MW. Ook uit de gasontspanning (70 naar 17 bar) kan nog enkele megawatt elektriciteit worden opgewekt. Drie noodgroepen (twee op diesel en een gasmotor) zorgen ervoor dat de centrale bij netuitval zelfstandig kan opstarten (black start).
De opgewekte elektriciteit wordt getransformeerd van 15 kV naar 150 kV voor injectie op het Elianet. De koeling gebeurt via een aerocondensor waarin 36 ventilatoren lucht over de koelelementen blazen. Voor de uitstoot van rookgassen zijn er vier schoorstenen van 55 m. De bediening gebeurt door twee personen in de controlekamer, maar kan volledig worden overgenomen door de dispatching in Brussel.
Tijdens het buiten gebruik stellen van de stoomturbine (2014-2015) functioneerde Herdersbrug in open cyclus. Hierdoor kon de centrale in 15 minuten naar vollast gaan, waarna ze een rendement van 34% laat optekenen.

## Cijfers
| Jaar | Productie | CO2-uitstoot  |
| ---- | --------- | ------------- |
| 2004 | 2,24 TWh  | 982.000 ton   |
| 2009 | 2,71 TWh  | 1.070.000 ton |

## Voetnoten
1. ↑  Electrabel houdt eerder onrendabel geachte centrales in België toch open, energeia.nl, 20 april 2015. Gearchiveerd op 10 juni 2023.
2. ↑  Brugge-Herdersbrug, Carbon Monitoring for Action (bezocht 10 december 2017)